# Supraphon (новели, повість)
«Supraphon» — перша книжка українського письменника Олександра Клименка. Вийшла друком у 2006 році у видавництві «Твердиня». Художнє оформлення автора.

## Структура та зміст
Назва книжки відсилає до чеської фірми звукозапису «Supraphon», дизайн видання — до формату вінілових платівок. Авторка передмови — Алла Загайкевич. Книжка «Supraphon» містить два розділи — Side A, Side B та літературний ремікс новели «Невиліковний Й. Б. (Remixed by DJ Strelnikov)». До книжки ввійшли цикли новел «Останнє зникнення Sancho Пархоменка» («Під сонцем», «Фрегат», «Мінус метафізика», «Мавпа and Smirnoff», «Звідусіль», «Останнє зникнення Sancho Пархоменка», «Найкращі дні», «Вулицею Сведенборґа»), «Гранітний пантеон» («У затінку дівчат-квіток», «Фізрук Іван Семенович — він десь там ↑, Оля Трояндова — комсорг ↓», «Тоіді-Монгол», «Льончик Салітьор», «Микола Dікон», «Невиліковний Й. Б.», «Lucy in the Sky»), новели «Кво вадіс, Гришо?», «Supraphon», «Вальс маленьких лебедів», а також повість «Пазл пазлів», яка започаткувала цикл творів (чотирикнижжя) Олександра Клименка зі спільними героями та географією — «Пазл пазлів» (2006), романи «Коростишівський Платонов» (2010), «Прихована фортеця» (2013), «Орфей і Соломія» (2020).

## Стиль
Стильові особливості «Supraphon’у» визначаються «взаємодією слова і музики». Літературознавці характеризують твори як постмодерністські, полістилістичні, де сюрреалізм є «стильовою домінантою», відмічають притаманний книжці «філігранно ускладнений стиль».

## З видавничої анотації
До книги-«платівки» Олександра Клименка увійшли новели та повість, написані протягом 2003–2006 років. Окремі тексти були опубліковані в часописах «Четвер» (№18, 2003) та «Ї» (№35, 2004).
Персонажі «Supraphon’у», просякаючи ілюзорністю існування, із зацятою ніжністю (кожен на свій манер) накопичують у собі життя, наче виконують священний ритуал. Вони вибудовують зі скалок-пазлів власну реальність, продовжуючи любити те, що завжди любили. І вони свідомо зникають у хороброму, сяйливому ніщо, з якого свого часу з’явилися на світ, — разом зі своїми мелодіями, віршами, разом із сонцем, деревами, паперовими квітами та намальованою водичкою. Їхній прихід — спокійний, їхнє щезнення — непомітне.

## Рецензії
- Баран Є. М. Волинська хроніка Олександра Клименка / Перевал. – 2009 – №1-2. – С.114-115.

## Переклади
Новели перекладено польською, чеською (антологія сучасного українського оповідання «Ukrajina, davaj, Ukrajina!», книжка «Nejlepši dny»), білоруською (збірка «Думы і песні Валыні») мовами.

## Нагороди
- 2009 — Міжнародна літературна премія ім. Миколи Гоголя («Тріумф»)[15][16].